# Володимир Думбадзе
Володимир Єлізбарович Думбадзе (1879, село Зомлеті Озургетського повіту Кутаїської губернії — 1934) - радянський політичний діяч, член ВКП(б), Голова Президії ЦК КП Азербайджану (15 вересня 1920 — 24 жовтня 1920). 
Заарештований 1927 року, засуджений до трьох років заслання до Криму .